# 鸡父之战
雞父之戰發生於西元前519年（周敬王元年）。該年吳國公子光、公子掩余率军征州來，楚国楚平王派司马薳越率军會同頓國、胡國、沈國、蔡國、陳國、許國六小國兵力對抗吳國。將該戰爭主戰場為雞父（今河南固始）。吳國使用刑徒三千攻擊楚軍並使用埋伏，楚軍大敗。胡国国君胡子髡、沈国国君沈子逞被吴军俘虏。

## 影響
雞父之戰中，楚軍大敗，沉重打擊了楚國，自此楚軍面對吳軍變得消極、被動，居於守方。西元前506年（周敬王十四年），吳軍在柏舉之戰以少勝多，攻破楚國首都。